# 吕西亚斯
吕西亚斯（英語：Lysias），（公元前445年—前380年），古希腊雅典演说家之一，出生于一个富裕的雅典叙拉古家庭，他与其弟曾客居图里伊数年。重返雅典后，他们共同经营盾牌制造生意并获得成功，但此行为却被公元前404年的三十僭主所禁止，他被迫逃往墨伽拉，在公元前403年再次返回雅典。此后，他成为职业演说家，现存有其35篇演说辞（23篇完整）。

## 扩展阅读
- 本条目包含来自公有领域出版物的文本: Chisholm, Hugh (编).  (第11版). London: Cambridge University Press. 1911.